# Dawkinsia arulius
Dawkinsia arulius è un pesce osseo d'acqua dolce appartenente alla famiglia Cyprinidae.

## Distribuzione e habitat
Questa specie è endemica dell'India meridionale (alto bacino del fiume Cauvery negli stati del Karnataka, del Kerala e del Tamil Nadu). Vive in varie tipologie di ambienti come grandi torrenti, fiumi e laghi. Risulta introdotto nelle Filippine ma si ignora se abbia formato popolazioni naturalizzate.

## Descrizione
La taglia massima è di 12 cm.

## Comportamento
Specie di banco molto pacifica.

## Alimentazione
Ha dieta onnivora.

## Acquariofilia
Dawkinsia arulius è un comune ospite degli acquari.

## Conservazione
La specie è diffusa in un areale ristretto e le popolazioni sono in rarefazione, per questo la IUCN classifica Dawkinsia arulius come in pericolo di estinzione. Le principali minacce sono la costruzione di dighe e il prelievo per il mercato dell'acquariofilia.